# Baseboll i Japan

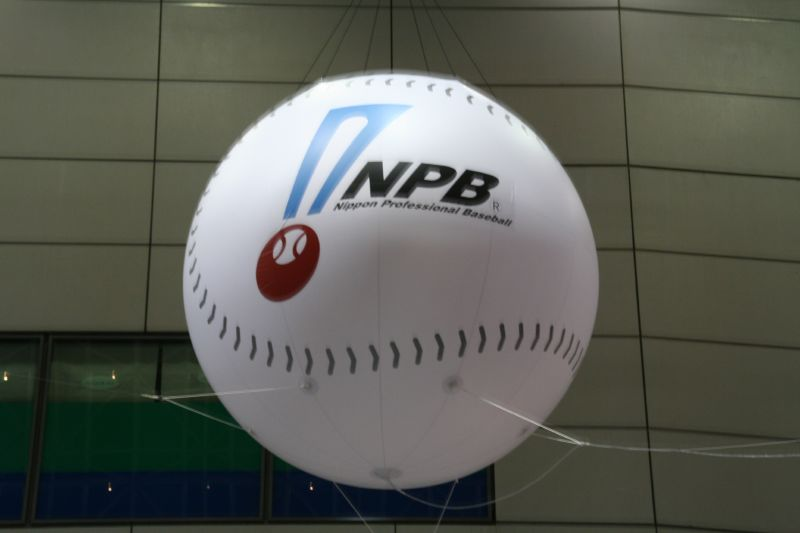
Ballong som efterliknar en baseboll med Nippon Professional Baseballs (NPB) logotyp.

Baseboll (japanska: 野球?, yakyū) är en mycket populär sport i Japan och ses av många som landets nationalsport. Till skillnad från många andra sporter som exempelvis fotboll (japanska: サッカー?, sakkā) har baseboll ett lokaliserat namn, vilket bokstavligen betyder "fältboll". Ordet läses med kinesiskt uttal i kontrast mot inhemskt uttal.
Den moderna japanska basebollen är snarlik den nordamerikanska, främst i professionella sammanhang. Reglerna i Nippon Professional Baseball (NPB) skiljer sig dock något från den nordamerikanska motsvarigheten Major League Baseball (MLB).

## Historia
Baseboll introducerades i Japan 1872 av en amerikansk professor, Horace Wilson, som lärde sina studenter vid Kaisei-skolan i Arakawa i Tokyo hur man spelade.
En viktig händelse i den japanska basebollens historia inträffade 1934, när Babe Ruth, Lou Gehrig och flera andra av de mest kända spelarna i MLB åkte till Japan och spelade uppvisningsmatcher mot de bästa japanska spelarna. Matcherna drog storpublik och bidrog till ett ökat intresse för sporten i Japan. Det japanska laget utgjorde senare grunden för dagens Yomiuri Giants. Två år efter MLB-turnén, 1936, grundades Japans första proffsliga i baseboll. 1950 ersatte två nya ligor den gamla ligan, under samlingsnamnet Nippon Professional Baseball (NPB). De två nya ligorna heter numera Central League och Pacific League.

## Egenskaper och skillnader hos japansk baseboll
Den japanska basebollen skiljer sig mest på professionell nivå i jämförelse med MLB, då det gäller utrustning, storlek på spelplan och spelregler. Mycket av skillnaderna mellan japansk och nordamerikansk baseboll ligger i värderingar. Exempelvis är toleransen för kritik mot domare mycket högre i Japan, då det under MLB-säsongen 2019 skedde över 200 utvisningar, men i NPB endast ett fåtal under säsongen 2018.[källa behövs]
Före 2009 använde man sig av ett annorlunda system än omvärlden gällande hur man räknade strikes och balls. I stället för att använda sig av det system som används i MLB, det vill säga att man räknar upp antal balls före antal strikes, så gjorde man tvärtom. Exempelvis: "Kotaro Kiyomiya ligger under i räkningen med två strikes och tre balls."

### Utrustning

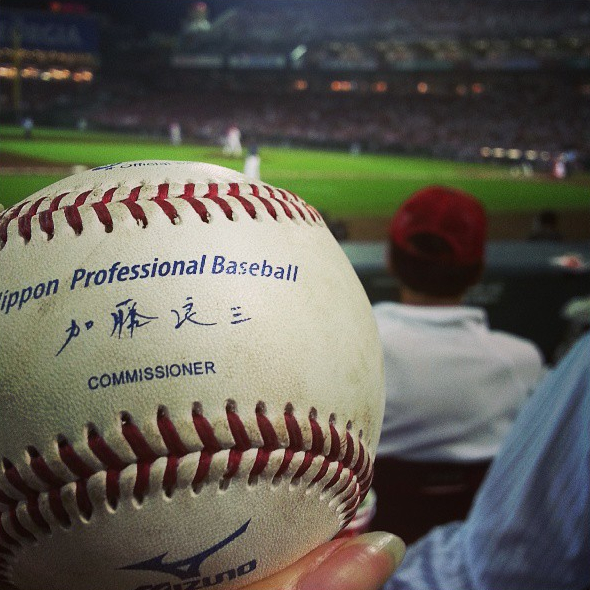
En officiell baseboll i NPB tillverkad av Mizuno för säsongen 2013.

I Japan används hårdbollar från och med gymnasiet och framåt, i kontrast med USA där hårdbollar införs först under National Collegiate Athletic Association (NCAA) och diverse collegebaseboll. Däremot är användandet av hårdbollar i gymnasiet omdebatterat då det sägs öka risken för skador hos pitchers. Professionell japansk baseboll använder sig av en hårdboll som har lägre elasticitet i jämförelse med Wilsons matchboll som används i MLB. Bollen tillverkas av Mizuno sedan 2011 då man införde regler inom NPB för en standardiserad boll. Innan detta regelverk bytte klubbar bollar beroende på väder, motstånd och årstid till sin fördel. Bollen var även mindre, men dess storlek varierade från klubb till klubb. Bollarna sägs ha haft ungefär två till fyra centimeter mindre omkrets än MLB:s matchboll.
Denna standardiserade boll sägs gynna pitchers då det är lättare att böja dess bollbana under kast, men även för att bollen inte flyger lika spänstigt av slagträt. Motivationen till ändringen var även för att vänja japanska spelare med den i resten av världen standardiserade bollen inför internationella mästerskap. Den japanska Mizuno-bollen har även tjockare sömmar och upplevs som hårdare än sin nordamerikanska motsvarighet.

### Kulturella skillnader
Det finns många kulturella skillnader mellan den japanska basebollen och omvärldens baseboll, specifikt gällande läktarkultur men även hur tv-sändningar är upplagda.
Schemalagda tv-sändningar går alltid före direktsända basebollmatcher, oberoende av hur viktig eller intressant matchen är. Alltså, om en match skulle ta längre tid än väntat, så kommer den schemalagda sändningen att visas och matchen visas inte längre. Detta gör att radiosändningar fortfarande är relevanta då det kan vara det enda alternativet om man vill ta del av matchen. Däremot kan en match inte pågå mer än tolv inningar, vilket gör Japan till ett av de enda länderna i världen där en basebollmatch kan sluta oavgjord. 

### Spelstil
Stereotypen gällande japansk baseboll är oftast att man spelar en poäng i taget. Med det menas att man ofta använder sig av bunts för att flytta upp spelare på baserna för att sedan genom pop-ups eller singles göra enkla poäng. Sacrifice bunt (japanska: 送りバント?, okuri banto) blev som populärast under slutet av 1970-talet då den dåvarande tränaren för Yomiuri Giants i NPB Tetsuharu Kawakami flitigt använde sig av dem. Filosofin bakom japansk baseboll är lik wabi-sabi och bushidō, då det alltid finns plats för förbättring och att man alltid gör vad som anses bäst för laget. Repetition och hård träning gällande fundamentala spelprinciper är vanligt även hos proffsklubbar.